# Tallinns julmarknad
Tallinns julmarknad, på estniska känd som Tallinna Jõuluturg, är en årlig julmarknad som hålls i Tallinn i Estland. Den moderna varianten hade premiär 1991, och löper från sista veckan i november till första veckan i januari kommande år. Det beror på att enligt den gregorianska kalendern, julsäsongen slutar på trettondedagen.
På marknadens utkant finns tomtens stall med renar där barnen kan mata dem.
Marknaden hålls vid Rådhustorget. Hantverk, souvenirer och varma vin- och spritdrycker säljs.